# Мілодруж
Мілодруж (пол. Miłodróż) — село в Польщі, у гміні Стара Біла Плоцького повіту Мазовецького воєводства.
Населення — 102 особи (2011).
У 1975-1998 роках село належало до Плоцького воєводства.

## Демографія
Демографічна структура станом на 31 березня 2011 року:
|          | Загалом | Допрацездатний вік | Працездатний вік | Постпрацездатний вік |
| -------- | ------- | ------------------ | ---------------- | -------------------- |
| Чоловіки | 58      | 12                 | 38               | 8                    |
| Жінки    | 44      | 8                  | 24               | 12                   |
| Разом    | 102     | 20                 | 62               | 20                   |